# ニューシニアマガジン 大和田新のラヂオ長屋
『ニューシニアマガジン 大和田新のラヂオ長屋』(にゅーしにあまがじん おおわだあらたのらぢおながや) は、ラジオ福島（rfc）で放送されている生放送のラジオ番組。

## 概要
2001年10月から放送されているラジオ福島の長寿番組。リスナーから届いたFAX・メール・はがきを多く紹介するなど、リスナーとのふれあいを大切にしている。東日本大震災以降は福島県内の現状などを伝え続けている。
2015年3月末で、メインパーソナリティの大和田新はラジオ福島を退社したものの、本番組については放送が継続されている。
2021年4月4日の放送から『SUNKIN』と枠交換の形で、土曜日から日曜日へ移動および放送時間縮小となった。本番組内で放送されていた『はいうぇい人街ネットふくしま』や『昼の希望音楽会』など内包番組の一部もSUNKINへ移動した。

## 出演者
- 大和田新[2]
- 山地美紗子（ラジオ福島アナウンサー）[3]

## 主なコーナー
2021年4月現在
- 長屋の噂

県内のふるさとレポーターが身近な話題を伝える。
- 我がまち駐在さん（第1週のみ）

「長屋の噂」コーナー枠で放送。福島県内の駐在・巡査に電話インタビューする。
- なるほど瓦版

毎日新聞社の福島支局長が登場し時事問題を解説する。
- 達人寺子屋

食文化史研究家の永山久夫が出演。長寿に結びつく食材を紹介する。2025年3月体調を崩して以降は出演を見合わせており、コーナーも休止している。
- 福島市民ニュース（第1週のみ）[4]
- ニュース・天気予報[5]

コーナー間には大和田が取材した音源や福島県内で活動している人物のインタビュー、リスナーからのメッセージ・リクエスト曲が流される。
放送時間は150分間だが、ラジオショッピング番組を11:30と12:30の15分×2回挿入するため正味の放送時間は120分。